# Antonio Maria Galli
Antonio Maria Galli (né en 1553 à Osimo, dans les Marches, Italie, alors dans les États pontificaux, et mort à Rome le 30 mars 1620) est un cardinal italien du XVIe siècle et du début du XVIIe siècle.

## Biographie
Antonio Maria Galli est coppiere, secrétaire et trésorier privé du cardinal  Felice Peretti Montalto, O.F.M.Conv., le futur Sixte V. Devenu pape Sixte V nomme Galli scalco ou super-intendant du réfectoire apostolique, castellanus arcis de la ville de Ravenne et chanoine de la basilique Saint-Pierre. En 1586 il est nommé évêque de Pérouse. 
Galli est créé cardinal par le pape Sixte V lors du consistoire du 16 novembre 1586. Le cardinal Galli est nommé légat apostolique en Romagne en 1590 et est transféré à Osimo en 1591. Il est nommé vice-doyen (1611) et doyen du Collège des cardinaux (1615).
Le cardinal Galli participe aux deux conclaves de 1590 (élections de Urbain VII et Grégoire XIV) et à ceux de 1591 (élection d'Innocent XI), de 1592 (élection de Clément VIII) et de 1605 (élections de Léon XI et de Paul V).